# Stazione di Belluno
Stazione di Belluno vasútállomás Olaszországban, Veneto régióban, Belluno településen.

## Vasútvonalak
Az állomást az alábbi vasútvonalak érintik:
- Calalzo–Padova-vasútvonal

## Kapcsolódó állomások
A vasútállomáshoz az alábbi állomások vannak a legközelebb: 
- Stazione di Sedico-Bribano
- Stazione di Ponte nelle Alpi-Polpet